# Obalno-kraška
Obalno-kraška (slowenisch: Obalno-kraška statistična regija, deutsche Bedeutung: Statistische Region Küstenland-Karst) ist eine statistische Region in Slowenien auf NUTS3-Ebene.
Die Region, die für statistische Zwecke bestimmt ist, wurde im Mai 2005 eingeführt. Sie umfasst die acht Gemeinden Ankaran, Divača, Hrpelje-Kozina, Izola, Komen, Koper, Piran und Sežana. Die größte Stadt ist Koper. Die Gesamtfläche beträgt 1.044 km².
Die Einwohnerzahl am 1. Juli 2020 betrug 116.871.

## Gemeinden
| Wappen | Gemeinde       | Deutscher (Italienischer) Name     | Karte | Fläche km² | Einwohner 2023 | NUTS3- Code |
| ------ | -------------- | ---------------------------------- | ----- | ---------- | -------------- | ----------- |
|        | Ankaran        | Ankaran (Ancarano)                 |       | 8,05       | 3.388          | SI024       |
|        | Divača         | Waatsche (Divaccia)                |       | 147,80     | 4.443          | SI024       |
|        | Hrpelje-Kozina | Herpelle-Gossdorf (Erpelle-Cosina) |       | 192,20     | 5.131          | SI024       |
|        | Izola          | Insel im Küstenländchen (Isola)    |       | 28,60      | 16.564         | SI024       |
|        | Komen          | Komein (Comeno)                    |       | 102,70     | 3.578          | SI024       |
|        | Koper          | Gafers (Capodistria)               |       | 303,15     | 53.875         | SI024       |
|        | Piran          | Piran (Pirano)                     |       | 44,60      | 18.253         | SI024       |
|        | Sežana         | Zizan (Sesana)                     |       | 217,40     | 13.824         | SI024       |
|        | Gesamt         |                                    |       | 1.044,5    |                |             |

## Nachbarregionen
| Italien | Goriška                                     | Primorsko-notranjska |
| Italien | Kompassrose, die auf Nachbargemeinden zeigt | Primorsko-notranjska |
|         | Kroatien                                    |                      |